# Wilhelm Frankl
Wilhelm Frankl (20 décembre 1893 - 8 avril 1917) est un as allemand de la Première Guerre mondiale, crédité de 20 victoires aériennes. La première d'entre elles fut remportée avec une carabine le 10 mai 1915, avant même que le Fokker Eindecker, le premier avion de chasse au monde, ne soit utilisé. Une fois équipé d'un Eindecker, Frankl participe à la période connue sous le nom de fléau Fokker, lors de laquelle l'aviation allemande inflige de lourdes pertes aux Alliés et jouit d'une supériorité écrasante. Frankl devient à cette époque l'un des premiers pilotes à obtenir la croix Pour le Mérite et est ensuite placé à la tête de la Jasta 4, l'une des premières unités de chasse au monde. Il est finalement tué au combat le 8 avril 1917.
Malgré sa conversion au christianisme au cours de la guerre, les nazis font tomber Wilhelm Frankl dans un relatif oubli en raison de ses origines juives.

## Biographie

### Jeunesse
Wilhelm Frankl naît le 20 décembre 1893 à Hambourg, d'un commerçant juif. Il déménage ensuite à Francfort-sur-le-Main, puis à Berlin. Après avoir obtenu son diplôme de fin d'étude, il s'intéresse au pilotage en fréquentant le haut lieu de l'aviation allemande d'avant-guerre, l'aérodrome de Johannisthal, où il suit les cours de la première femme pilote d'Allemagne, Melli Beese. Le 20 juillet 1913, Frankl obtient son brevet de pilote.
Lorsque la Première Guerre mondiale éclate, Wilhelm Frankl s'engage dans l'armée de l'air de son pays, où son aptitude pour le pilotage et sa personnalité attirent l'attention de ses supérieurs. À la même époque, il tombe amoureux de la fille d'un officier autrichien. Pour elle, il se convertira au christianisme et l'épousera en 1917.

### Première Guerre mondiale
Frankl est affecté au Feldflieger Abteilung 40 (FFA 40), où il sert comme observateur aérien au début de la guerre. Il remporte le 10 mai 1915 l'une des premières victoires aériennes de la guerre en abattant avec une carabine un appareil français, ce qui lui vaut la Croix de Fer de 1re classe.
En 1916, Frankl intègre le Kampfseinsitzer Kommando Vaux (KEK Vaux), une unité de chasse commandée par Rudolf Berthold, transformée par la suite en Jasta 4. Lors de cette année 1916, il remporte 14 victoires aux commandes d'un Fokker Eindecker, ce qui lui permet d'être l'un des huit as en activité dans l'armée allemande et de recevoir la croix Pour le Mérite le 16 juin 1916. Le 1er janvier 1917, Frankl est placé à la tête de la Jasta 4.

### Mort
Trois mois plus tard, le 8 avril 1917, Wilhelm Frankl est tué lors d'un combat aérien lorsqu'une aile de son appareil est arrachée au cours d'une manœuvre à 800 mètres d'altitude. Il est enterré à Charlottenburg.

## Postérité
En raison de ses origines juives, Wilhelm Frankl est rayé de la liste des pilotes récipiendaires de la croix Pour le Mérite par les nazis, et ce n'est qu'après la fin de la Seconde Guerre mondiale qu'il retrouve sa place parmi la liste des as allemands de la Première Guerre mondiale.
Le 22 novembre 1973, l'armée de l'air allemande donne son nom à une caserne située à Neubourg-sur-le-Danube. La caserne Wilhelm Frankl existe toujours aujourd'hui et abrite des hommes la Taktisches Luftwaffengeschwader 74 (en), une unité de bombardiers tactiques.